# آلتینداغ، آنکارا
التینداگ، انکارا (به لاتین: Altındağ, Ankara) یک سکونتگاه مسکونی در ترکیه است که در استان آنکارا واقع شده‌است.